# Camilla de Castro
Camilla de Castro (född Alessandro Caetano Kothenborger), 20 april 1979, död 26 juli 2005, var en brasiliansk transsexuell porrskådespelare och fotomodell. Hon var personligen bekant med många fotografer och blev känd bland annat genom sin TV-show Superpop. Hon blev närmast folkkär genom sin gestaltning av fenomen som kön, ras och sexualitet och respekterad långt utanför transsex-scenen. 
Den 26 juli 2005 begick hon självmord. Hon var då aktuell som programledare för en sydamerikansk realityshow.

## Videografi (urval)
- Big Ass She-Male Road Trip
- Females & She-Males Only, Vol. 7
- Freaky She-Male Farmgirls
- My Girlfriend's Cock #2
- Naughty Transsexual Nurses
- Perfect 10
- Rogue Adventures #10
- Sneaky She-Males
- Street She Males '
- Teenage Transsexual Nurses 3
- TGirl Fantasies, Vol. 5
- Trans Amore 12
- Transposed 3
- Try A Tranny Vol. 3